# Getsewoud
Getsewoud is een nieuwbouwwijk aan de westkant van Nieuw-Vennep in de gemeente Haarlemmermeer en is een van de Vinex-locaties in die gemeente. De wijk wordt in het noorden begrensd door de Noordelijke Randweg, in het westen door de IJweg, in het zuiden door het Venneperhout en in het oosten grenst het aan het oude gedeelte van Nieuw-Vennep. Getsewoud bestaat uit twee delen: Getsewoud-Noord en Getsewoud-Zuid die door de Venneperweg van elkaar gescheiden zijn.
In november 1998 is de bouw van Getsewoud-Zuid gestart, in 1999 de bouw van Getsewoud-Noord. In totaal zijn er zo'n 5800 woningen gebouwd, waarvan circa 3100 in Zuid en circa 2700 in Noord. Bij de bouw is uitgegaan van zestien deelplannen. De twee wijken zijn op hun beurt ook weer onder te verdelen in kleinere wijken, waarbij de straatnaamgeving aansluit op de namen van deze deelwijken:
- In Getsewoud-Zuid: De Componisten, De Steinen, De Velden en De Parken
- In Getsewoud-Noord: De Opera's, De Poorten, De Dansen en De Parken

De bouwstijl in Getsewoud varieert van traditioneel aan de kant waar de wijk aansluit op het oude deel van Nieuw-Vennep tot modern aan de kant van de IJweg. Centraal ligt het wijkwinkelcentrum. Dwars door de wijk, van noord naar zuid, loopt een park met een grote waterpartij waaraan de kleinere parken Lentepark, Zomerpark, Herfstpark en Winterpark grenzen. De wijk De Steinen is geïnspireerd op Italiaanse bouwstijl, en de wijk De Velden op Rotterdamse bouwstijl. Getsewoud heeft met vier haltes aansluiting op de R-net lijn 397 middels de zogenaamde Zuidtak. In Getsewoud zelf is deze baan al aanwezig; deze werd in het verleden ook gebruikt voor reguliere streekbussen. De busbaan tussen Getsewoud en de Hoofddorpse wijk Toolenburg is in gebruik genomen op 21 juli 2008.